# Invensys
Invensys plc was een Brits bedrijf dat zich bezighoudt met industriële automatisering, vooral op het gebied van transportsystemen. Het bedrijf was gevestigd te Londen. Het ontstond op 4 februari 1999 door een fusie van Siebe plc en BTR. In 2013 kwam het in handen van het Schneider Electric. Dit Franse bedrijf betaalde 3,9 miljard euro.

## Activiteiten
In 2013 telde Invensys zo'n 27.000 medewerkers, die verspreid over 60 landen actief zijn. Ze zijn actief op het gebied van industriële automatisering bij transportsystemen. In 2013 behaalde het een omzet van £1,8 miljard.
Het bedrijf bestond uit de volgende divisies:
- Invensys Process Systems
- Wonderware
- Eurotherm
- Invensys Rail Group (Westinghouse Rail Systems)
- Controls

## Voorlopers

### Siebe
- In 1788 werd Augustus Siebe geboren. In 1819 kwam hij naar Engeland en vestigde zich te Londen. Daar vond hij in 1830 een duikhelm uit die in productie werd genomen. Zijn bedrijf wisselde in de loop der jaren regelmatig van naam, maar het werd uiteindelijk Siebe plc.
- In 1986 werd het Amerikaanse bedrijf Robertshaw overgenomen. Dit was actief op het gebied van de regeltechniek.
- In 1990 werd The Foxboro Company overgenomen. Dit startte als familiebedrijf in 1908 en produceerde gereedschapswerktuigen. Geleidelijk werd het actief in monitoring en verwerking van productiegegevens. In 1958 werd het een naamloze vennootschap (NV). Het zou een belangrijk bedrijfsonderdeel van Siebe worden.
- In 1993 werd Eberle overgenomen. Ook dit bedrijf was actief in de regeltechniek.
- In 1994 werd Triconex overgenomen. Dit bedrijf, opgericht in 1983, hield zich bezig met regel- en veiligheidssystemen voor de procesindustrie.
- In 1997 werd APV verworven. Dit bedrijf startte als Aluminium Plant & Vessel Company Ltd. in 1910. Het maakte oorspronkelijk vaten voor de voedingsmiddelenindustrie, vanaf 1923 ontwikkelde het platenwarmtewisselaars voor de voedingsmiddelen- en procesindustrie.
- In 1998 werd Eurotherm verworven, een in 1966 opgericht bedrijf dat oorspronkelijk thermostaten vervaardigde en zich later met regeltechniek en gegevensverwerking ging bezighouden.
- Ook in 1998 werd Wonderware ingelijfd. Dit bedrijf uit 1987 pionierde met toepassingen voor Microsoft Windows in de automatisering van de discrete productie.
- Ten slotte werd in hetzelfde jaar SimSci overgenomen. Dit bedrijf, uit 1967, was gespecialiseerd in procesoptimalisatie in de petrochemische industrie.
- In 1999 werd Esscor ingelijfd. Dit bedrijf was in 1983 opgericht en leverde simulatieprogramma's voor trainingsdoeleinden.

### BTR
- De Britse firma BTR plc is voortgekomen uit Westinghouse Air Brake Company (Westinghouse Signals) en The British Goodrich Tyre Company. De naam werd in 1956 ingevoerd en de firma leverde signaleringsinstallaties voor de spoorwegen.

## Invensys

### Overnames
- Na de fusie in 1999 werd de firma UKDCS overgenomen, die werd omgedoopt in IMServ.
- In 1999 werd ook Avantis overgenomen, een bedrijf dat gesticht werd in 1995 en dat gespecialiseerde softwareproducten en diensten leverde.
- In 2000 werd het restant van Baan overgenomen, dat actief was in bedrijfsautomatisering.
- In 2002 werd Otto Thermotech GmbH overgenomen door APV. Dit bedrijf was actief in de vervaardiging van speciale hygiënische warmtewisselaars.

### Verkopen
Nu ontstonden er ernstige moeilijkheden. Reorganisaties, financiële injecties en verkoop van bedrijfsonderdelen speelden hierin een grote rol.
- In 2004 werden Powerware en Hansen Transmissions verkocht.
- In 2005 werden Advanced Building Systems EMEA, Lambda en Invensys Building Systems verkocht.
- In 2007 werd APV en de Firex Safety Division verkocht.